# 我们的故事之沉默的年代2
《我们的故事之沉默的年代2》（英語：The Diam Diam Era Two）是一部2021年新加坡贺岁喜剧剧情片，梁智强执导作品。本片是《我们的故事》电影系列的第四部曲，讲述1988年的大选，主角林阿坤由于不满政府政策，与友族成立了反对党C.M.I，参加火热全国大选的故事。看似搞笑但是认真的反对党，如何排除万难，在激烈大选台一比高下。
本片主演包括三大喜剧演员李国煌、程旭辉、王雷，并于2021年2月10日农历新年在新加坡院线上映。其他主演包括许瑞奇、陈美心、李博翔、Suhaimi Yusof、Silvarajoo Prakasam等。
本片是2021年新加坡唯一一部本地贺岁档电影。本片是2016年电影《我们的故事》和《我们的故事2》，与2020年电影《我们的故事之沉默的年代》的续集。

## 剧情
本片延续《我们的故事》系列，第四部以1988年大选年为开端，80年代的新加坡正实施多项改革政策，主角林阿坤对政府的政策感到不满，是一个敢敢批评政府各项政策的人。他这次决定和政府“唱反调”，成立反对党。阿坤为了角逐自己居住的集选区议席，于是召集两位马来人与印度人好友，一起成立反对党C.M.I，来挑战全国大选。C.M.I意外走红，大选热烈来袭，大家的故事会如何结束？

## 演员
| 演员                | 角色      | 介绍 |
| ------------------- | --------- | --- |
| 李國煌              | 林亚坤    | 阿凤的丈夫，永兴的爸爸 德士司机，因对政府立下的政策不满，与友族成立了反对党C.M.I，并与Osman及Sharmugam竞选锦旺集选区。 |
| 许瑞奇              | 潘顺发    | 亚坤的侄子；素婷，素心；素琴的幼弟。与表哥永兴不和。从事出版DVD及摄影工作。                                            |
| 陈美心              | 潘素婷    | 亚坤的长侄女；顺发的大姐                                                                                               |
| 李博翔              | 林永兴    | 亚坤的儿子，顺发的表哥。精英主义者，时常瞧不起表弟顺发。                                                               |
| 程旭辉              | 阿辉      | 亚坤的好友 |
| 王雷                | 刘顺中    | 另一个受英文教育的反对党派人物                                                                                         |
| Suhaimi Yusof       | Osman     | 亚坤的好友。C.M.I党中心人物，并与亚坤和Sharmugam一同竞选锦旺集选区。                                                   |
| Silvarajoo Prakasam | Sharmugam | 亚坤的好友。C.M.I党中心人物，并与亚坤和Osman一同竞选锦旺集选区。                                                       |
| 陈俊铭              | 林亚喜    | 亚坤的弟弟，Rani的丈夫。面对大哥和岳父参选的决定很是苦恼。                                                             |
| 林昀憓              | 潘素心    | 顺发的二姐 |
| 叶慧馨              | 潘素琴    | 顺发的三姐 |
| 薛素丽              | 阿凤      | 亚坤的妻子，一直和孩子劝不住亚坤要参选的决定。                                                                         |
| 廖永谊              | 阿龙      | 便衣警察，在大选时期监督提名和群众大会场合。                                                                           |
| 刘怡伶              | 美萍      | 新谣歌手，顺发的女朋友。和顺发一起从事出版DVD及摄影工作。                                                              |
| 蔡浩洋              | 港生      | 香港移民，顺发的好友                                                                                                   |

客串：刘玲玲、洪赐健

## 制作、发行
本片第4部曲是《我们的故事》电影系列的暂时完结篇。本片继续描述新加坡从艰苦建国到跻身先进国家的浓缩历史记录，以及呈现新加坡多元化社会。
第3部曲与第4部曲以1980年代为故事主轴，呈现新加坡多项政策变化和敏感课题，本部着重于当年大选课题，呈现出反对党与执政党的选举剧情。对于题材，梁智强表示：“虽然课题敏感，但这是历史的一部分，应该用正确的心态去看待，新加坡人应该了解属于自己国家的历史，我们不是要刻意触碰敏感课题，只是不隐瞒历史曾发生过的事。”本片的前作《我们的故事之沉默的年代》之前于2020年11月26日上映。
本片于2021年2月10日开始上映，是今年新加坡农历新年档期唯一的本地贺岁片。